# Iso Pääskysaari
Iso Pääskysaari är en ö i Finland. Den ligger i sjön Orivesi och i kommunen Nyslott i  landskapet Södra Savolax, i den sydöstra delen av landet, 300 km nordost om huvudstaden Helsingfors. Öns area är 7,3 hektar och dess största längd är 0,6 kilometer i sydöst-nordvästlig riktning.